# Bảng niên đại ASPRO
Bảng niên đại ASPRO là một hệ thống niên đại chín kỳ ở vùng Cận đông cổ sử dụng bởi Maison de l'Orient et de la Méditerranée cho các di chỉ khảo cổ có tuổi từ 14 đến 5,7 Ka BP (Ka BP: Kilo annum before present, ngàn năm trước ngày nay) .
Xuất bản lần đầu tiên vào năm 1994 , ASPRO là viết tắt của "Atlas des sites du Proche-Orient", một ấn phẩm của Pháp do Francis Hours đưa ra và do các học giả khác như Olivier Aurenche sáng tạo.
Các giai đoạn, các nền văn hoá, đặc tính và phạm vi niên đại của Bảng ASPRO được hiển thị dưới đây: 
| Kỳ ASPRO | Tên                                                                                          | Tuổi              | Tuổi               |
| -------- | -------------------------------------------------------------------------------------------- | ----------------- | ------------------ |
| Kỳ 1     | Natufian, Zarzian final                                                                      | 12,0 - 10,3 Ka BP | 12,0 - 10,2 Ka TCN |
| Kỳ 2     | Protoneolithic, Pre-Pottery Neolithic A (PPNA), Khiamian, Sultanian, Harifian                | 10,3 - 9,6 Ka BP  | 10,2 - 88 Ka TCN   |
| Kỳ 3     | Pre-Pottery Neolithic B (PPNB), PPNB ancien                                                  | 9,6 - 8,0 Ka BP   | 8,8 - 7,6 Ka TCN   |
| Kỳ 4     | Pre-Pottery Neolithic B (PPNB), PPNB moyen                                                   | 8,0 - 8,6 Ka BP   | 7,6 - 6,9 Ka TCN   |
| Kỳ 5     | Dark Faced Burnished Ware (DFBW), Çatal Hüyük, Umm Dabaghiyah, Sotto, Proto-Hassuna, Ubaid 0 | 8,6 - 7,6 Ka BP   | 6,9 - 6,4 Ka TCN   |
| Kỳ 6     | Hassuna, Samarra, Halaf, Ubaid 1                                                             | 7,6 - 7,0 Ka BP   | 6,4 - 5,8 Ka TCN   |
| Kỳ 7     | Pottery Neolithic A (PNA), Halaf final, Ubaid 2                                              | 7,0 - 6,5 Ka BP   | 5,8 - 5,4 Ka TCN   |
| Kỳ 8     | Pottery Neolithic B (PNB), Ubaid 3                                                           | 6,5 - 6,1 Ka BP   | 5,4 - 5,0 Ka TCN   |
| Kỳ 9     | Ubaid 4                                                                                      | 6,1 - 5,7 Ka BP   | 5,0 - 4,5 Ka TCN   |